# زبان آواتیمه
آواتیمه زبانی است از خانوادهٔ زبان‌های کوا که در میان مردمان آواتیمه در شرق غنا مورد استفاده است. این زبان در هفت شهرک و روستا رواج دارد. آواتیمه زبانی آهنگین و دارای هماهنگی واکه‌ای است. 